# Natalija Jessypenko
Natalija Oleksijiwna Jessypenko (ukrainisch Наталія Олексіївна Єсипенко; * 14. Februar 1977 in Charkow, Ukrainische SSR, verheiratete Tatranowa) ist eine ukrainische Badmintonspielerin.

## Karriere
Natalja Esipenko gewann im Jahr 2000 die ukrainischen Meisterschaft im Damendoppel mit Natalia Golovkina. 1995, 1999 und 2001 nahm sie an den Badminton-Weltmeisterschaften teil. 1999 siegte sie bei den Croatian International.

## Referenzen
- https://badminton.kiev.ua/players/files/esipenko_n.htm

| Personendaten    | Personendaten |
| ---------------- | --- |
| NAME             | Jessypenko, Natalija |
| ALTERNATIVNAMEN  | Єсипенко, Наталія Олексіївна; Татранова, Наталія Олексіївна; Esipenko, Natalia; Esipenko, Natalya; Tatranowa, Natalja; Tatranova, Natalya |
| KURZBESCHREIBUNG | ukrainische Badmintonspielerin |
| GEBURTSDATUM     | 14. Februar 1977 |
| GEBURTSORT       | Charkow, Ukrainische SSR |